# 延祐經理
延祐經理，是指元仁宗延祐年间对田赋的经营、經理。
元仁宗采用汉人传统的理财方法经理田赋。延祐元年（1314年），平章政事章闾上书请执行经理之法，对有田之家和诸王位下、寺观、学校、财赋等田地进行田产登记，清查田亩，以增加国家税收。中书右丞相铁木迭儿赞同。仁宗派章闾往江浙行省，昵匝马丁等往江西行省，陈士英等往河南行省清查。限四十日，各家所有田亩数，如实向官府自报。作弊者被人告发治罪。
很多富民、乡豪通过贿赂官吏隐瞒田产，官吏的上下其手、以虚为实，也出现了许多流弊。很多贫苦农民和有田富民则被官吏乱加亩数，广大农民深受其害。1315年秋，江西赣州蔡五九聚众起兵，攻陷汀州宁化县。江浙行省出兵镇压。御史台上奏说：“蔡五九之变，皆由昵匝马丁经理田粮，与郡县横加酷暴，逼抑至此。信丰一县，撤民庐千九百区，夷墓扬骨，虚张顷亩，流毒居民，乞罢经理及冒括田租。”两个月蔡五九就被平定，但是元仁宗不得不停止经理田赋，减免所查出的漏隐田亩租税。